# Искусственный рай
Искусственный рай (фр. Les Paradis artificiels) — это книга французского поэта Шарля Бодлера, впервые опубликованная в 1860 году. В ней рассказывается о состоянии нахождения под влиянием опия и гашиша. Бодлер описывает влияние наркотиков и обсуждает, каким образом они могут теоретически помочь человечеству в достижении «идеального» мира. На текст повлияли «Исповедь англичанина, употреблявшего опиум» (англ. Confession of an English Opium-Eater; 1822) и «Suspiria de Profundis (с латыни „вздохи из глубин“)» Томаса де Куинси.
Бодлер анализирует мотивацию наркомана и индивидуальный психоделический опыт пользователя. Его описания предвещали другие подобные работы, которые появились позже в 1960-х годах в отношении ЛСД.

## Структура работы
Работа Бодлера состоит из двух частей:
Первая часть, озаглавленная «The Hashish Poem», представляет собой эссе о гашише. Поэт смешивает наблюдения за приемом наркотиков как его друзьями, так и им самим. Копаясь в теме опиума, он также упоминает три рассказа Эдгара Аллана По — Ligeia, Bérénice et Souvenirs de M. Auguste Bedloe, являясь основным переводчиком данных текстов на французский язык.
Вторая часть представляет собой обзор книги «Confessions of an English Opium-Eater» Томаса Де Квинси, которая вышла в 1821. При написании этой части, Бодлер использует переведенные отрывки из книги, философские и биографические моменты. Вслед за Куинси он описывает несколько видений, вызванных опиумом, в том числе тот, который является так называемым призраком Броккена.

## Наследие
Выражение «искусственный рай» процветает и по сей день. Сегодня оно обозначает любые наркотики (особенно галлюциногены, такие как мескалин или ЛСД), потребляемые для стимулирования поэтического творчества. Этот эксперимент с наркотиками (который может включать в себя зависимость или интоксикацию, как это было с Томасом Куинси) и, в более общем смысле, жизнь со значительным риском для психической стабильности, является частью «декадентства» концепции «проклятых поэтов».